# کایاجیک (آماسیه)
کایاجیک(به ترکی استانبولی: Kayacık) یک منطقهٔ مسکونی در ترکیه است که در آماسیه واقع شده‌است.
آماسیه، یکی از استان‌های کشور ترکیه است که در شمال این کشور قرار دارد. این استان مساحتی برابر با ۲,۵۲۰ کیلومتر مربع دارد و جمعیتش برابر با ۳۳۴‌,۷۸۶ نفر است. مرکز استان آماسیه، شهر آماسیه است و در ناحیه دریای سیاه قرار دارد. آماسیه شهری زیبا و تاریخی است که بسیاری از اتفاقات مهم تاریخ ترکیه در این شهر زیبا رخ داده است. یکی از این اتفاق‌های تاریخی، پیمان آماسیه است که بین شاه‌ تهماسب صفوی و سلطان سلیمان اول در سال ۱۵۵۵ میلادی بسته شد. در این پیمان مرز ایران و عثمانی مشخص شد و جنگ طولانی این دو دولت به پایان رسید. این پیمان باعث شد تا صلح حدود ۲۰ سال بر منطقه حاکم باشد. در سال ۱۵۷۸، مصطفی پاشا به قفقاز لشگر کشید و معاهده را بر هم زد.
استان آماسیه ۷ شهر به نام‌های حامام اوزو، گوموش آچیکوی، مرزیفون، سولواوا، تاشووا، آماسیه و گوینوچک دارد. آب‌وهوای این منطقه معتدل است و کشاورزی در منطقه رشد خوبی داشته است. از جمله محصولات آماسیه می‌توان به توتون، تنباکو، هلو، گیلاس و بامیه اشاره کرد.

## تاریخچه استان آماسیه
آماسیه در بین کوه‌های سواحل دریای سیاه و کرانه رود یشیل ایرماق قرار دارد. بر اساس تحقیقات باستان‌شناسی، اولین نشانه‌های تمدن در آماسیه به تمدن هیتی ها می‌رسد. پس از هیتی‌ها، فریژی‌ها، لیدی‌ها، ایرانیان و ارمنی‌ها وارد خاک آماسیه شدند. آماسیه در قرن ۴ قبل از میلاد در حیطه پادشاهی پنتوس قرار داشت. امپراتوری پونت دولتی از ایران به رهبری تبار مهردادی که از نوادگان داریوش هخامنشی بود، در این منطقه مستقر شد و در طول زمان قلمرو خود را تا سرزمین‌های یونانی نشین کریمه و کاپادوکیه گسترش داد. امروزه ویرانه‌هایی از بناهای متعلق به امپراتوری پنتوس در خاک آماسیه باقی مانده است که از جمله آن‌ها می‌توانیم به مقبره‌های سلطنتی اشاره کنیم. آماسیه در سال ۶۰ قبل از میلاد، یکی از مراکز اصلی فرهنگ و هنر بود و بسیاری از نویسندگان و شاعران بزرگ ترکیه در این خاک پرورش یافتند. در سال ۱۰۷۵، حکومت ۷۰۰ ساله بیزانس بر آماسیه پایان یافت و این خاک به دست امیران ترکمنستان فتح شد. در دوره حکومت سلجوقیان و ایلخانان، فرهنگ و هنر اسلامی در آماسیه رشد کرد و امروز هم در بسیاری از بناهای این استان نشانه‌هایی از هنر اسلامی دیده می‌شود.

## جاهای دیدنی استان آماسیه
از بناهای تاریخی و جاهای دیدنی استان آماسیه می‌توانیم به قلعه آماسیه، مقبره کرا کایا، مقبره محمد پاشا و موزه باستان‌شناسی آماسیه اشاره کنیم.